# Cao Rulin
Cao Rulin (kinesiska: 曹汝霖; Wade–Giles: Tsao Ju-lin), född 23 januari 1877, död 4 augusti 1966, Midland, Michigan, USA, var en kinesisk politiker.
Han var Beiyang-regeringens vice utrikesminister och en viktig medlem av den pro-japanska rörelsen i början av 1900-talet. Han var en Shanghai-advokat som arbetade i Peking när han utsågs av den provisoriska presidenten, Yuan Shikai, till en ledig plats i nationalförsamlingens senat 1913. Han representerade Yttre Mongoliet eftersom Mongoliet bojkottade valen efter att ha förklarat självständighet under Xinhairevolutionen. 1915 tog han Yuan Shikais order och undertecknade det ökända 21 kraven med Japan. Han blev senare ledare för New Communications Clique.
Cao Rulin var en del av det kinesiska sändebudet som deltog i fredskonferensen i Paris. Vid konferensen överlämnades många tidigare tyska koncessioner i Kina till Japan istället för tillbaka till Kina. Detta orsakade en hel del oro i Kina, vilket resulterade i en studentdemonstration den 4 maj 1919 utanför Tianmen. Detta var början på fjärde maj-rörelsen.
Demonstrationen förändrades och Cao Rulins hus brändes ner. Cao fick hjälp att fly av sin vän, Nakae Ushikichi, son till Nakae Chōmin.